# Frank Bonnet
Frank Bonnet (ur. 3 października 1954 w Villejuif) – francuski lekkoatleta, specjalista skoku wzwyż.
Zdobył złoty medal w skoku wzwyż na mistrzostwach Europy juniorów w 1973 w Duisburgu. Odpadł w kwalifikacjach tej konkurencji na mistrzostwach Europy w 1974 w Rzymie.
Zajął 11. miejsce na halowych mistrzostwach Europy w 1976 w Monachium i 13. miejsce na halowych mistrzostwach Europy w 1977 w San Sebastián. Na igrzyskach śródziemnomorskich w 1979 w Splicie zajął 6. miejsce.
Zajął 15. miejsce na halowych mistrzostwach Europy w 1980 w Sindelfingen, 5. miejsce na halowych mistrzostwach Europy w 1981 w Grenoble i 11. miejsce na halowych mistrzostwach Europy w 1982 w Mediolanie. Na mistrzostwach Europy w 1982 w Atenach zajął 8. miejsce.
Bonnet był mistrzem Francji w skoku wzwyż w 1981, wicemistrzem w 1973, 1975, 1982 i 1984 oraz brązowym medalistą w 1974 i 1980. W hali był mistrzem Francji w 1982, wicemistrzem w 1976, 1977, 1980 i 1984 oraz brązowym medalistą w 1975 i 1981.
14 czerwca 1981 w Antony ustanowił rekord Francji wynikiem 2,27 m. Był to najlepszy rezultat w jego karierze.